# مذبحة غوبيو
مذبحة غوبيو خلال فترة ما بعد ظهر يوم 9 يونيو 2020، وقعت مذبحة في قرية بمنطقة غوبيو الحكومية المحلية بولاية برنو شمال شرق نيجيريا. هاجمت مجموعة من المسلحين على دراجات نارية ومركبات أخرى القرية لأكثر من ساعتين، مما أسفر عن مقتل ما لا يقل عن 81 شخصًا. وأصيب 13 شخصًا في الهجوم، واختطف سبعة آخرون. كما قتل المهاجمون أكثر من 300 بقرة وسرقوا 1000 بقرة أخرى. أطلقت مقاتلة تابعة للقوات الجوية النار على المتمردين أثناء مغادرتهم. عاد المتمردون في صباح اليوم التالي وقتلوا راعيًا فر من المذبحة، ثم أشعلوا النار في القرية. لم تعلن أي جماعة مسؤوليتها، لكن الشك وقع على جماعة بوكو حرام.
وفي اليوم نفسه هاجمت عصابة قوامها 200 فرد قرية كاديساو في ولاية كاتسينا. نهبوه وقتلوا ما لا يقل عن 20 شخصاً حاولوا الدفاع عنه. لم تعلن أي جماعة مسؤوليتها.